# Trójstopowiec
Trójstopowiec – wzorzec iloczasowy lub sylabotoniczny, w którym można wydzielić trzy stopy.
Trójstopowiec trocheiczny SsSsSs
Trójstopowiec jambiczny sSsSsS
Trójstopowiec daktykiczny SssSssSss
Trójstopowiec amfibrachiczny sSssSssSs
Trójstopowiec anapestyczny ssSssSssS
Trójstopowiec peoniczny III ssSsssSsssSs
W praktyce w trójstopowcach daktylicznych występuje kataleksa, a w trójstopowcach jambicznych i anapestycznych hiperkataleksa.